# Columba malherbii
La paloma de Malherbe o paloma Malherbe (Columba malherbii) es una especie de ave columbiforme de la familia Columbidae.

## Distribución geográfica
Es endémica de Santo Tomé y Príncipe y Annobón, todas en el golfo de Guinea.

## Estado de conservación
Se encuentra amenazada por la caza y la pérdida de su hábitat natural.